# Renaissance Man (soundtrack)
Renaissance Man (Original Motion Picture Soundtrack) is de originele soundtrack, gecomponeerd en gedirigeerd door Hans Zimmer voor de film Renaissance Man uit 1994 van Penny Marshall. Het album werd uitgebracht op 14 juni 1994 door Varèse Sarabande.
Aanvullende muziek werd gecomponeerd door Nick Glennie-Smith, John Van Tongeren en Bruce Fowler. De partituur werd georkestreerd door Bruce Fowler en Nick Glennie-Smith. Het album werd gemixt door Jay Rifkin en Alan Meyerson. De muziek werd opgenomen en gemixt bij Media Ventures, Todd-AO Scoring Stage en Ocean Way Recording.

## Tracklijst
| Nr. | Titel                           | Geschreven                                          | Duur |
| --- | ------------------------------- | --------------------------------------------------- | ---- |
| 1.  | Welcome To The Army             | Hans Zimmer, Nick Glennie-Smith & Bruce Fowler      | 3:55 |
| 2.  | Letter From Home                | Hans Zimmer, John Van Tongeren & Nick Glennie-Smith | 4:25 |
| 3.  | Serving Your Country            | Hans Zimmer                                         | 4:11 |
| 4.  | To Thine Own Self               | Hans Zimmer & Nick Glennie-Smith                    | 4:36 |
| 5.  | Stay With Me                    | Nick Glennie-Smith & Bruce Fowler                   | 2:11 |
| 6.  | Victory Starts Here             | Hans Zimmer                                         | 7:28 |
| 7.  | Benitez Does Henry              | Hans Zimmer                                         | 2:32 |
| 8.  | Everyone Is A Hero              | Hans Zimmer & Laura Perlman                         | 4:26 |
| 9.  | To Be Or Not To Be – Marky Mark |                                                     | 2:44 |

## Personeel
- Rick Baptist – hoorn
- Michael Fisher – percussie
- Gary Grant – hoorn
- Dan Higgins – saxofoon
- Kim Hutchcroft – hoorn
- Malcolm McNab – trompet
- Robbie Nevil – gitaar
- Bill Reichenbach – hoorn
- Michael Thompson – gitaar
- Hans Zimmer – synthesizer

## Overige muziek uit de film
Muziek uit de film die niet op de officiële soundtrack staan zijn:
| Nummer                    | Artiest(en)                      |
| ------------------------- | -------------------------------- |
| Cantaloop (Flip Fantasia) | Us3                              |
| Listen to the Rain        | Stevie Nicks                     |
| Hamlet Rap                | The Double D's                   |
| Life in the Streets       | Prince Ital Joe feat. Marky Mark |
| R.O.C.K. in the U.S.A.    | John Mellencamp                  |
| In Love                   | Prince Ital Joe feat. Marky Mark |
| The Washington Post March | The 282nd Army Band              |
| United                    | Prince Ital Joe feat. Marky Mark |